# Systoechus inordinatus
Systoechus inordinatus är en tvåvingeart som beskrevs av Hesse 1938. Systoechus inordinatus ingår i släktet Systoechus och familjen svävflugor. Inga underarter finns listade i Catalogue of Life.